# Agua tofana

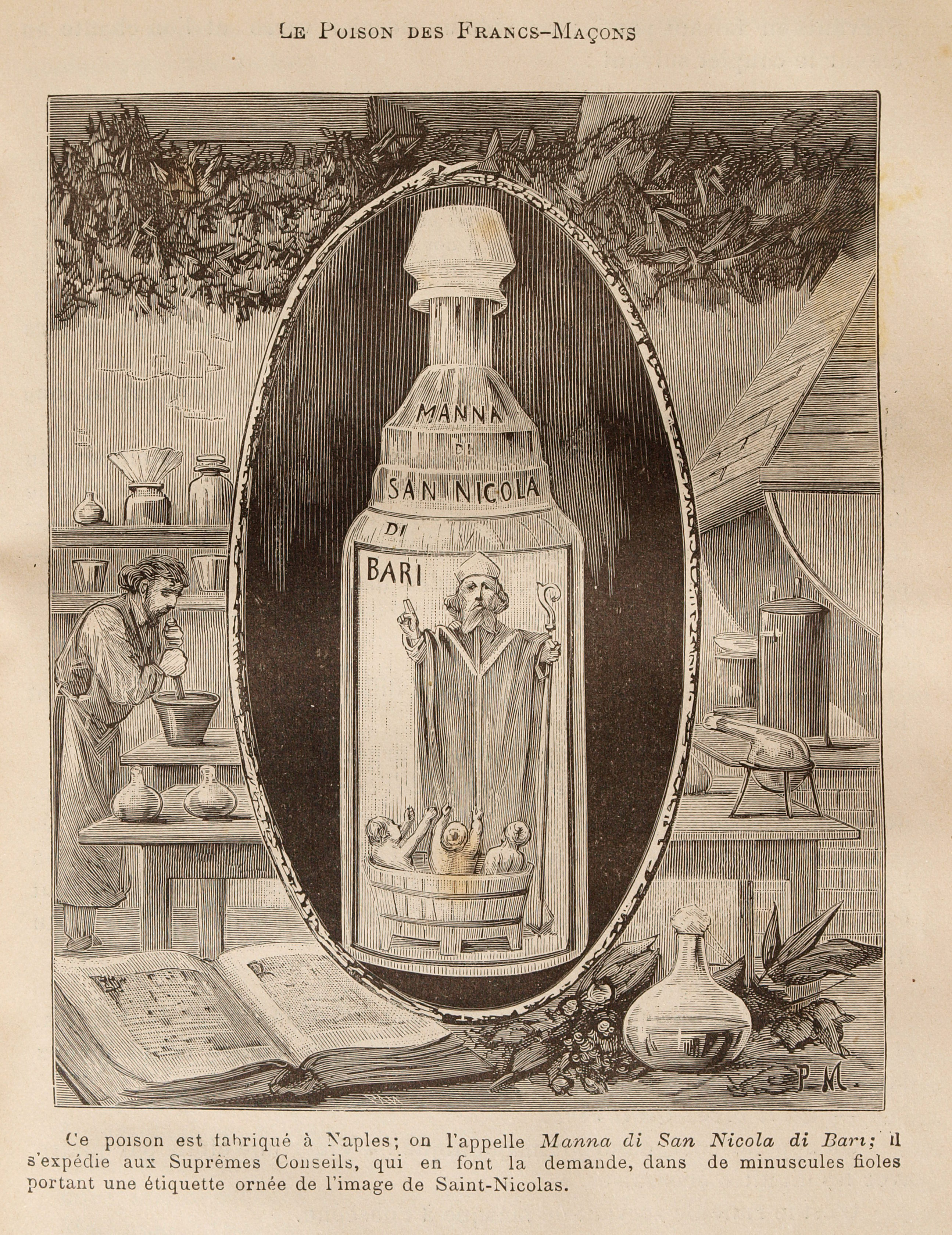
Veneno de la "manna di San Nicolà" (Acqua Tofana), dibujo de Pierre Méjanel

El veneno agua tofana o también manna di San Nicolà (acqua tofana en italiano) tomó su nombre de Giulia Tofana, una envenenadora famosa en la isla de Sicilia, que proveía de él a mujeres que querían deshacerse de sus maridos. Fue descubierta por una clienta que hizo  mal uso del veneno, y más tarde fue torturada y ejecutada en 1659.

## Descripción
La composición del agua tofana es desconocida. Según los cronistas, se trataba de un líquido transparente e insípido y se sospecha que, entre sus ingredientes, estuvieran el arsénico y la cimbalaria. Las confesiones de Toffana, antes de su ejecución, dieron a entender que se trataba de una mezcla de esencias vegetales.
La dosis en que se administraba determinaba la aparición de los síntomas y la velocidad con la que llegaba la muerte. En ocasiones, se decía que simplemente aceleraba los efectos de alguna otra enfermedad pasiva de la víctima. En cualquier caso, no quedaban en el cadáver rastros detectables por los médicos de la época. El agua tofana terminó llegando al continente europeo. Algunos historiadores mencionan que fue a través de Nápoles, donde se la conoció como «acqua di Napoli» y «acqua di San Nicolà di Bari». Otros la ubican en Perugia.

## Víctimas famosas
Quizás su víctima más famosa pudo haber sido Wolfgang Amadeus Mozart, según creencia del propio Mozart, aunque toda esta historia carece de base documental. Una de las múltiples teorías de su muerte sugiere que fue víctima de un envenenamiento lento con agua tofana. De hecho, en los diarios de Mary y Vincent Novello (A Mozart pilgrimage), fundadores en el siglo XVIII de la moderna industria de edición musical en Inglaterra, figura la entrevista que le realizaron en 1829 en Austria a la viuda de Mozart, Constanze, en la cual declara que «seis meses antes de morir», el célebre autor «tenía la horrenda impresión» de que había sido envenenado por desconocidos con «acqua toffana» 